# Benthomangelia trophonoidea
Benthomangelia trophonoidea é uma espécie de gastrópode do gênero Benthomangelia, pertencente a família Mangeliidae.